# Rabi Koria
Rabi Koria (Kamishli, 22 februari 1988 – 22 oktober 2022) was een Nederlands-Syrische beeldend kunstenaar uit Utrecht.

## Biografie
Koria werd geboren in de Syrische plaats Qamishli, en was van Aramees-Armeense origine. Zijn ouders namen hem in 1993, in zijn vijfde levensjaar, mee naar Nederland. Het gezin ging wonen in Boxtel. Hij studeerde eerst film en video aan het Koning Willem I College in Den Bosch. In 2015 studeerde hij af aan de opleiding Fine Art aan de Hogeschool voor de Kunsten Utrecht
Hij maakte met olieverf onder meer tableaus van (badkamer)tegels. In 2015 won hij de Koninklijke Prijs voor Vrije Schilderkunst uitgereikt door koning Willem-Alexander voor het tegeltableau Homs, een verwijzing naar de Syrische stad Homs. Koria vluchtte als kind uit Syrië met zijn familie, maar de jury was daarvan niet op de hoogte.
Uit het juryrapport:
In het werk van Koria komen culturen samen, zowel in beeld als in techniek. De actuele conflicten in het Midden-Oosten zijn belangrijke factoren binnen het werk. Vorm en inhoud gaan daarbij een dialoog aan, zoals in de fragmentatie van het beeld, schreef de jury van de Koninklijke Prijs. En verder: De leesrichting in Koria's tegeltableau loopt van rechts naar links, van een geheel gebouw naar een detail, van donker naar licht, tot het punt waar inhoud en materiaal één worden. De kalligrafie, in Arabische landen vaak nog steeds een hoogtepunt binnen de kunst, wordt in West-Europa toch voornamelijk als couleur locale gezien. Koria manipuleert die westerse kijker. Hij gebruikt het westerse alfabet en lijkt ook te verwijzen naar de captcha encryptie van internet.
Het werk hangt sinds 2016 op de Faculteit der Rechtsgeleerdheid van de Universiteit Leiden. Ook in 2017 was hij een van de genomineerden van de Koninklijke Prijs voor Vrije Schilderkunst.
Koria ontving in augustus 2017 een werkbijdrage jong talent van het Mondriaan Fonds. De bijdrage is bedoeld voor beloftevolle kunstenaars tot uiterlijk vier jaar na hun opleiding. In 2019 was Koria genomineerd voor de tweejaarlijkse Schefferprijs van het Dordrechts Museum, een aanmoedigingsprijs voor jonge kunstenaars die zich richten op de schilderkunst.
Koria maakte voor de H3H Biennale een werk van achttien meter lang, met de titel circumambulatio. De bedoeling was dat mensen om het werk zouden lopen (circumambulatio) om in een meditatieve staat te komen. Nadat het werk was afgerond raakte Rabi verlamd aan zijn onderlichaam als gevolg van een tumor op zijn ruggengraat. Hij overleed op 34-jarige leeftijd aan de gevolgen van kanker.